# Ludmilla Tchérina

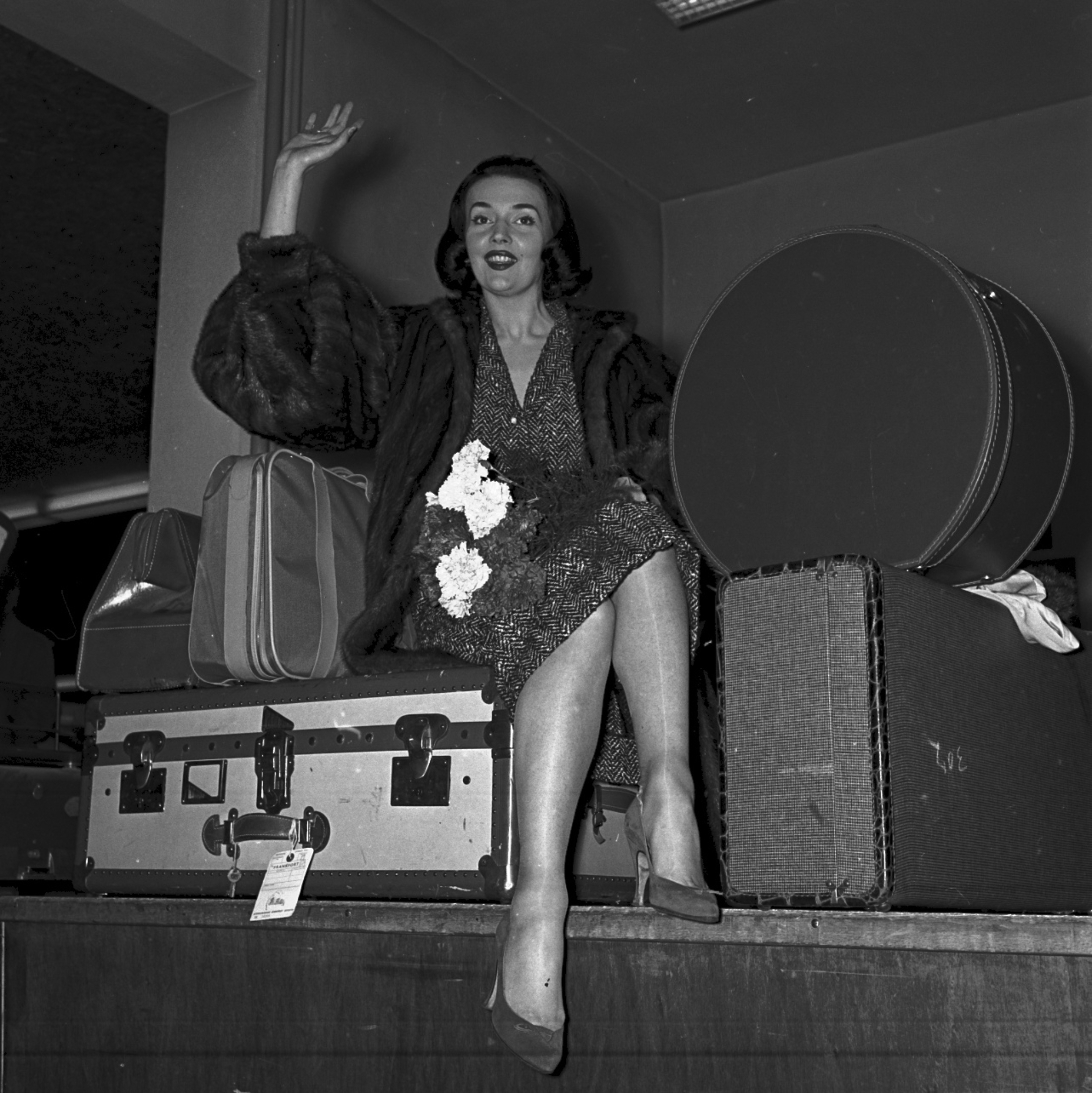
Ludmilla Tchérina am Frankfurter Flughafen (1955)

Ludmilla Tchérina (* 10. Oktober 1924 als Monique Tchemerzine in Paris; † 21. März 2004 ebenda) war eine französische Primaballerina, Choreografin und Filmschauspielerin in französischen und britischen Produktionen sowie eine Bildhauerin und Malerin.

## Leben und Wirken

### Als Tänzerin auf der Bühne
Die gebürtige Monique Tchemerzine stammt von dem kaukasischen Volk der Tscherkessen ab und wurde als Tochter eines nach der Oktoberrevolution in den Westen geflohenen Kabardiner-Fürsten und einer Französin geboren. Als Teenager erhielt sie ihre künstlerische Ausbildung bei den Ballerinen Blanche d'Alessandri, Olga Preobrajenska und Clustine und stand mit 16 Jahren erstmals als Profitänzerin auf der Bühne. Ihre ersten Erfolge feierte Ludmilla Tchérina, wie sie sich bald nannte, am Ballet Russe de Monte Carlo, wo sie von Serge Lifar entdeckt und nach Paris geholt wurde. Dort gab sie zur Zeit der deutschen Besatzung 1942 ihren Einstand mit der Julia in dem Ballett Romeo und Julia und wurde dadurch die jüngste Primaballerina der Tanzgeschichte. Bei Kriegsende 1945 war sie Erste Tänzerin am Ballet des Champs-Élysées and trat in Pariser Konzerthallen an der Seite ihres früh verstorbenen Ehemanns Edmond Audran auf. Tchérinas bekanntesten Auftritte in Lifars Ballettinszenierungen absolvierte die brünette Tänzerin u. a. in Mephisto Waltz (1945), A la memoire d’un héros (1946) und Le Martyre de Saint-Sebastian (1957). Weitere Erfolge ertanzte sie sich mit Giselle und Le Spectre de la Rose. Häufig trat Ludmilla Tchérina an der Pariser Oper sowie mit Gastspielen an New Yorks Metropolitan Opera, dem Bolschoi-Ballett in Moskau und dem Kirow Ballett in der UdSSR auf. 1959 ließ sich Tchérina unter dem Hinweis, ihre Beine seien „ihr Leben“, diese für sechs Millionen DM versichern. 1960 trat sie mit ihrer im Vorjahr gegründeten eigenen Ballettgruppe erstmals in Deutschland, im Titania-Palast in Berlin, auf. Der Ballettkritiker Klaus Geitel schrieb seinerzeit in der Welt: „Die Macht ihrer Persönlichkeit, ihr inneres Feuer, ihre Allüre – die eines überall lebhaft gefeierten Stars – setzen jedem Stück ihren Stempel auf – und dieser Stempel wenigstens ist echt, wenn alles andere auch mitunter nicht das Gütezeichen des Hochkarätigen trägt. […] Es bleibt dem Kritiker nur die Möglichkeit, das Ganze als geistig nicht anspruchsvoll genug zu verwerfen oder es als eine Art Ballett-Divertissement zu bejahen, das im einzelnen nicht ohne Reiz ist.“

### Bei Film und Fernsehen
1946 gab Ludmilla Tchérina unter Christian-Jaque ihr Filmdebüt im heimatlichen Paris. Im selben Jahr folgte sie einem Bühnenengagement im Rahmen einer Gastspielreise mit dem Nouveaux Ballets de Monte Carlo nach London, wo sie am Cambridge Theatre auftrat. Sie hinterließ offensichtlich bleibenden Eindruck, sodass das Regie- und Produzenten-Duo Michael Powell und Emeric Pressburger sie im Jahr darauf (1947) für eine der beiden weiblichen Hauptrollen in dem prachtvollen Tanzfilmdrama Die roten Schuhe besetzte. Der Oscar-prämierte Farbfilm war ein derart überragender Erfolg, sodass Powell/Pressburger La Tchérina auch für beider nächste ambitionierte Tanzfilm-Produktion, Hoffmanns Erzählungen, verpflichtet wurde. Trotz seiner Meriten war dieser Film kein sonderlich großer Erfolg, und die Künstlerin spielte infolgedessen fast nur noch in konventionellen Unterhaltungsfilmen meist französischer, bisweilen aber auch italienischer und amerikanischer Provenienz mit. Oft wurde sie mit Rollen exotischer oder hochherrschaftlicher Damen der Geschichte bedacht, so etwa als Prinzessin und spätere Kaiserin Aelia Pulcheria in Douglas Sirks Attila, der Hunnenkönig, oder als Tochter der Mata Hari in dem gleichnamigen Film Carmine Gallones. Zu diesen beiden herausgebrachten Filmen schuf sie auch die Choreographie. Nach ihrem Auftritt als Rosalinda in Powells/Pressburgers modernisierten Fassung von Johann Straussens Die Fledermaus, Fledermaus 1955, trat Ludmilla Tchérina nur noch selten vor die Kamera. Bei ihren späten Auftritten, die sie oftmals für das Fernsehen absolvierte, handelte es sich um Ballettverfilmungen literarischer Vorlagen. Dort sah man sie unter anderem als Salome, Kameliendame und als Anna Karenina. 1987 stand sie letztmals vor der Kamera. Ludmilla Tchérina verfasste auch zwei Romane über ihr Leben als Tänzerin: L’Amour au miroir (1983) und La Femme à l’envers (1986).

### Weitere künstlerische Aktivitäten

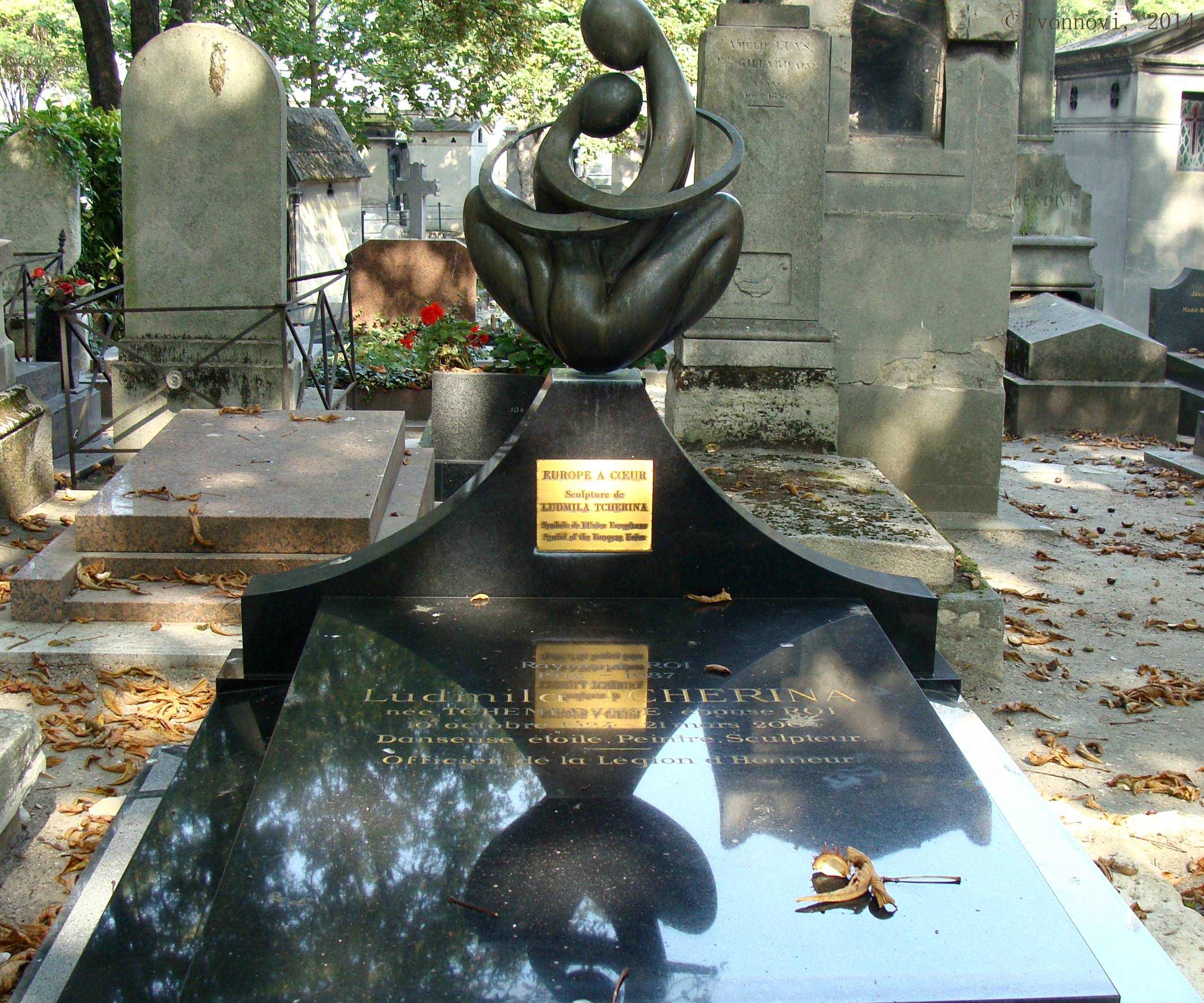
Grab Ludmilla Tchérinas auf dem Friedhof von Montmartre

Schon in ihrer Jugend versuchte sich Ludmila Tchérina auch als Malerin und Bildhauerin. Seit 1960 stellte sie ihre Werke in mehreren europäischen Hauptstädten aus. In Paris gab es unter anderem eine von André Malraux geförderte Ausstellung im Hôtel de Sully und ihr so genannten „Dynamogramm“, in dem sie Malerei und Tanz vereinte, wurde im Centre Georges Pompidou präsentiert. Damit verbreitete Ludmilla Tchérina ihre Theorie der „totalen Kunst“, die alle Aspekte künstlerischen Wirkens in sich vereinen sollte. 1973 führte La Tchérina einen Holzkohlenentwurf für eine Bronze, den sie „L’envol“ (= Der Start) nannte vor. Ihr Kunstverständnis fasste die Tänzerin mit folgenden Worten zusammen: „Ich kann nur Kreationen vollbringen, die sich durch Bewegungen definieren, die Leben, Tod und Liebe verkörpern, die drei dominierenden Themen des Tanzes.“ Weitere Tchérina-Werke hießen „Salome“, „Crie Blue“ und „Dionysos“ (Öl auf Leinwand), die Tänzerin fertigte aber auch zahlreiche Zeichnungen und Gouache-Gemälde an. 1991 konzipierte und realisierte Ludmila Tchérina eine zwölf Meter hohe Monumental-Skulptur mit dem Namen „Europe à cœur“ (= Europa im Herzen). Dieses Tchérina-Werk wurde von Europäischen Gemeinschaft offiziell ausgewählt wurde, um das vereinte Europa zu symbolisieren. Die Skulptur wurde im März 1992 im Pariser Museum für Moderne Kunst enthüllt. Die Bronze-Version der „Europa“ wurde im Frühjahr 1994 vor dem Europäischen Parlament in Straßburg installiert. 1994 konzipierte und schuf Ludmila Tchérina die „Europa Operanda“ unter der Schirmherrschaft der Fondation de l’Europe des sciences et des cultures Europas der Wissenschaften und Kulturen. Diese monumentale Bronzeskulptur wurde vor dem französischen Terminal des Eurotunnels in Calais aufgestellt und am 6. Mai 1994 bei der Einweihung des Kanaltunnels durch die britische Königin Elisabeth II. und Staatspräsident Mitterrand feierlich vorgestellt. „Europa Operanda“ soll den Geist der Schöpfung und des Aufbaus Europas symbolisieren.

## Filmografie
- 1946: Schatten der Vergangenheit (Un revenant)
- 1948: Die roten Schuhe (The Red Shoes)
- 1949: Die Karriere der Doris Hart (La Belle que voilà)
- 1949: Fandango
- 1949: Die Nacht geht zu Ende (La nuit s’achève)
- 1950: Hoffmanns Erzählungen (The Tales of Hoffmann)
- 1951: Parsifal
- 1951: Clara de Montargis
- 1952: Spartacus, der Rebell von Rom (Spartacus)
- 1953: Grand Gala
- 1954: Attila, der Hunnenkönig (The Sign of the Pagan)
- 1954: Die Tochter der Mata Hari (La figlia di Mata Hari)
- 1955: Fledermaus 1955 (Oh, Rosalinda!)
- 1958: Strahlender Himmel – strahlendes Glück (Luna de miel)
- 1961: Les Amants de Tercel (auch Produktion)
- 1963: Hommage à Debussy (Kurzfilm)
- 1964: Le Mandarin merveilleux (Fernsehfilm)
- 1969: Salomé (Fernsehfilm)
- 1971: La possédée (Fernsehfilm)
- 1972: L'Atlantide (Fernsehfilm)
- 1974: La Dame aux Camélias (Fernsehfilm)
- 1975: La passion d'Anna Karénine (Fernsehfilm)
- 1975: La Reine de Saba (Fernsehfilm)
- 1981: Notre-Dame de la Croisette